# Леонтюк, Юлия Сергеевна
Ю́лия Серге́евна Леонтю́к (бел. Юлія Сяргееўна Леанцюк; род. 31 января 1984, Пинск, Брестская область, Белорусская ССР, СССР) — белорусская легкоатлетка, специализирующаяся в толкании ядра. Серебряный призёр чемпионата Европы в помещении 2015 года. Серебряный призёр Универсиады 2007 года. Четырёхкратная чемпионка Белоруссии. Участница летних Олимпийских игр 2016 года. Мастер спорта международного класса.

## Биография
Тренируется в Бресте под руководством Людмилы Владимировны Кунац.
Оказалась в спорте благодаря младшей сестре, которую она забирала после занятий лёгкой атлетикой. Однажды тренеры предложили и ей попробовать свои силы и пригласили на тренировки. Первый опыт оказался удачным, и Юлия продолжила повышать своё спортивное мастерство.
Успехи не заставили себя ждать. Леонтюк оказалась талантливой спортсменкой, и уже в 17 лет дебютировала на международной арене. На юношеском чемпионате мира 2001 года она завоевала бронзовую медаль в толкании ядра. Следом подоспели и другие успехи, среди которых победа на Европейском юношеском олимпийском фестивале, подиум юниорского первенства Европы, финалы всех крупнейших турниров в различных возрастных категориях. С 2006 года стала привлекаться в основной состав сборной (что было очень непросто, поскольку в Белоруссии было несколько спортсменок топ-уровня в её дисциплине).
В 2007 году стала второй на летней Универсиаде в Бангкоке с попыткой на 17,20 м. В следующем, олимпийском, сезоне Леонтюк удался впечатляющий прогресс в результатах. Она улучшила личный рекорд почти на метр, толкнув ядро в конце мая в Бресте на 19,79 м. Однако в июле ИААФ сообщила о положительной допинг-пробе спортсменки. В её организме был значительно превышен уровень тестостерона. Международная федерация дисквалифицировала Юлию на 2 года.
Однако пауза в карьере затянулась на 5 лет. Возвращение состоялось лишь в 2013 году. Обретя былую спортивную форму, Юлия стала показывать стабильные результаты, которых хватало, чтобы бороться за медали чемпионатов Европы (4-е место в 2014) и быть финалисткой чемпионатов мира (7-я на зимнем чемпионате в 2014-м и летнем в 2015-м). Зимой 2015 года установила личный рекорд для помещений (19,00 м) и приехала в качестве лидера европейского сезона на зимнее первенство континента. До последней попытки она шла на первом месте с броском на 18,60 м, но венгерка Анита Мартон смогла вырвать победу, установив национальный рекорд 19,20 м.
В 2016 году Юлия второй раз подряд остановилась в шаге от медали на чемпионате Европы. Участвовала в Олимпийских играх в Рио-де-Жанейро, где не смогла выйти в финал.

## Основные результаты
| Год  | Турнир                                      | Место проведения          | Место        | Результат |
| ---- | ------------------------------------------- | ------------------------- | ------------ | --------- |
| 2001 | Чемпионат мира среди юношей                 | Дебрецен, Венгрия         | 3-е          | 15,08 м   |
| 2001 | Европейский юношеский олимпийский фестиваль | Мурсия, Испания           | 1-е          | 14,47 м   |
| 2002 | Чемпионат мира среди юниоров                | Кингстон, Ямайка          | 7-е          | 16,03 м   |
| 2003 | Чемпионат Европы среди юниоров              | Тампере, Финляндия        | 2-е          | 16,29 м   |
| 2005 | Чемпионат Европы среди молодёжи             | Эрфурт, Германия          | 4-е          | 17,91 м   |
| 2007 | Чемпионат Европы в помещении                | Бирмингем, Великобритания | 4-е          | 18,10 м   |
| 2007 | Кубок Европы по зимним метаниям             | Ялта, Украина             | 4-е          | 17,92 м   |
| 2007 | Универсиада                                 | Бангкок, Таиланд          | 2-е          | 17,20 м   |
| 2008 | Кубок Европы в помещении                    | Москва, Россия            | 4-е          | 17,06 м   |
| 2008 | Кубок Европы по зимним метаниям             | Сплит, Хорватия           | 5-е          | 17,16 м   |
| 2013 | Командный чемпионат Европы                  | Гейтсхед, Великобритания  | 6-е          | 16,74 м   |
| 2013 | Чемпионат мира                              | Москва, Россия            | 16-е (квал.) | 17,73 м   |
| 2014 | Чемпионат мира в помещении                  | Сопот, Польша             | 7-е          | 18,16 м   |
| 2014 | Кубок Европы по зимним метаниям             | Лейрия, Португалия        | 3-е          | 18,55 м   |
| 2014 | Чемпионат Европы                            | Цюрих, Швейцария          | 4-е          | 18,68 м   |
| 2015 | Чемпионат Европы в помещении                | Прага, Чехия              | 2-е          | 18,60 м   |
| 2015 | Кубок Европы по зимним метаниям             | Лейрия, Португалия        | 1-е          | 18,56 м   |
| 2015 | Чемпионат мира                              | Пекин, Китай              | 7-е          | 18,25 м   |
| 2016 | Чемпионат Европы                            | Амстердам, Нидерланды     | 4-е          | 18,20 м   |
| 2016 | Олимпийские игры                            | Рио-де-Жанейро, Бразилия  | 17-е (квал.) | 17,66 м   |
| 2017 | Чемпионат Европы в помещении                | Белград, Сербия           | 3-е          | 18,32 м   |